# 기치조지
기치조지(일본어: 吉祥寺)는 도쿄도 무사시노시에 있는 기치조지역을 중심으로 한 거리이다. 도쿄 도 23구의 외곽지역에 있는 번화가 가운데 하나이며, 도큐 백화점, 이세탄, 파르코, 마루이, 세이유 등의 대형 쇼핑센터가 늘어서 있고, 가까이에는 이노카시라 공원이 있다. 젊은이들의 거리, 예술의 거리로도 알려져 있다. 기지조치의 가운데에 위치한 기치조지 역은, 주오 쾌속선, 주오·소부 각역정차, 도자이 선이 연결되며, 시부야 방면으로 연결되는 게이오 이노카시라 선의 기점이기도 하다.

## 역사
'기치조지'라는 명칭은, 에도 시대에 스이도바시 근처에 있었던 '스와 산 기치조지'(諏訪山吉祥寺)라는 절에서 유래한다. 메이레키 대화재 후, 당시 절문 바깥에 살던 사람들이 터전을 잃게 되어, 1659년(만지(万治) 2년) 기치조지에 기거하던 낭인 사토 사다에몬(佐藤定右衛門)과 미야자키 진에몬(宮崎甚右衛門)이 토착민 출신 백성 마쓰이 쥬로자에몬(松井十郎左衛門)과 협력하여, 현재의 무사시노 시 일대를 개척하여 기치조지 근처 사람들을 이주시켰다. 기치조지에 애착을 갖고 있던 주민들이, 새로 이주한 지역을 '기치조지'(吉祥寺)라 이름을 붙이게 되어, 이쓰카이치 가도 변의 기치조지 마을이 생긴 것이다.
이런 이유로, 무사시노 시 기치조지에는 '기치조지'라는 이름의 절은 없다.

## 범위
무사시노 시내의 지역에서 '기치조지'라는 명칭이 붙는 지역으로는 기치조지 혼초(吉祥寺本町), 기치조지 기타초(吉祥寺北町), 기치조지 히가시초(吉祥寺東町), 기치조지 미나미초(吉祥寺南町) 등이 있어, 니시오기쿠보역이나 미타카역 근처 지역을 포함하고 있다. 여기에, 고텐야마, 나카초(미타카 역 북쪽 출구 주변) 또한 예전 '기치조지 마을'의 범위였다.
현대에 들어와 일반적으로 '기치조지'는 '기치조지 역 주변'의 의미로 통한다. 무사시노 시 고텐야마 및 미타카시 이노카시라에 걸치는 이노카시라 공원 또한 '기치조지에 있는' 공원으로 본다.

## '서브 컬처의 발신지'
- 재즈 카페, 라이브 하우스, 미니 시어터 등이 여러 군데에 들어서 있는 등, 재즈 및 록 등의 음악의 거리로 알려져 있다.
- 부근에 만화가들이 다수 거주하고 있는 것으로 유명하다. 기치조지를 무대로 하는 만화 작품 또한 많다. '주간 코믹 펀치'의 편집부 코어 믹스도 기치조지에 있다.

## 주요 시설

### 이노카시라 공원

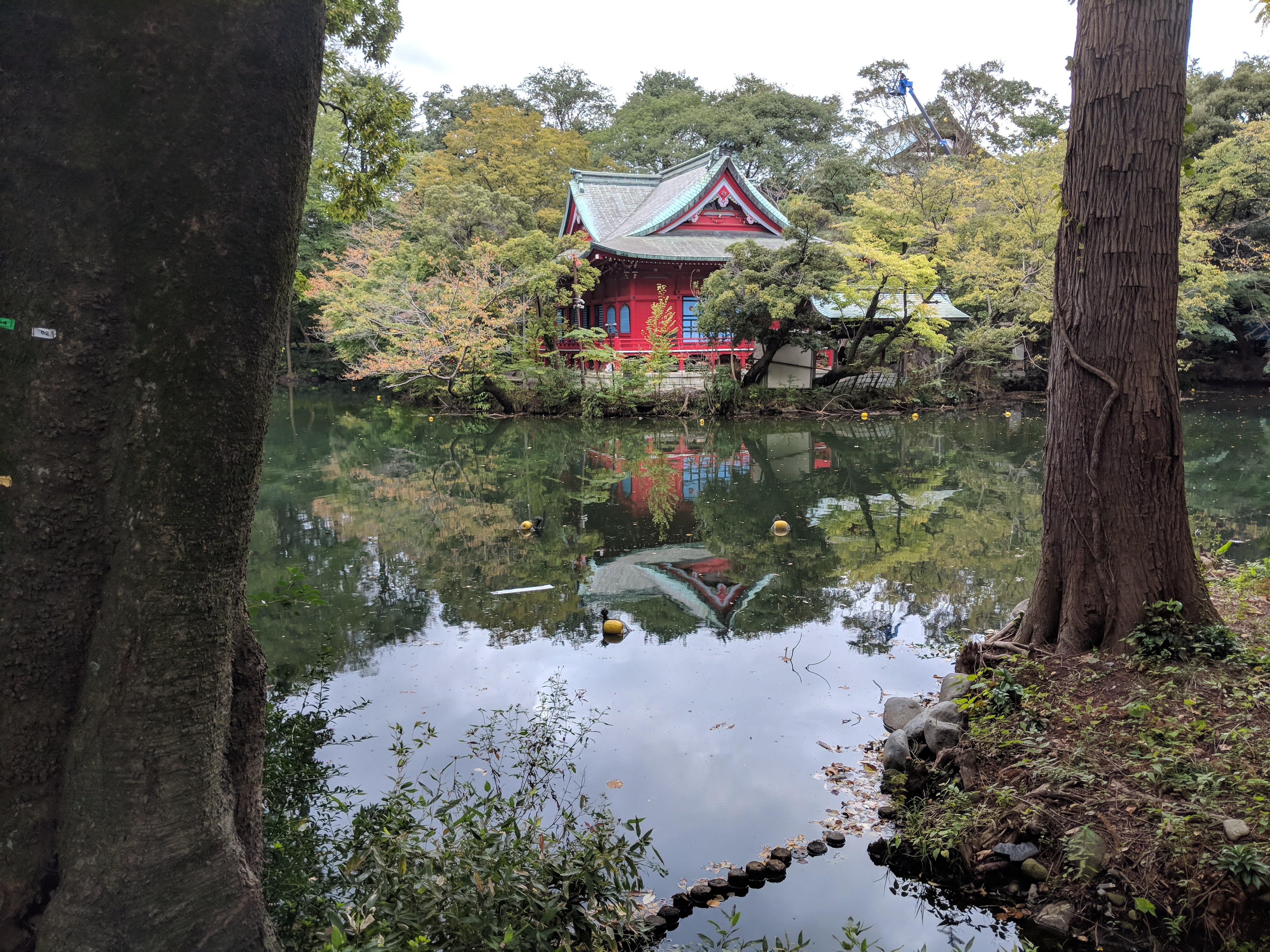
이노카시라 공원 경내의 절

이노카시라 공원(井の頭公園)은 간다가와 강의 수원지이며, 기지조지 역 남쪽에 위치하고 있다. 봄철에 벌어지는 하나미의 장소로 유명한 곳이며, 동물원 및 지브리 미술관이 위치하고 있다.

## 교통

### 철도역
- 기치조지역
  - JR 동일본: 주오 쾌속선, 주오·소부 각역정차
  - 도쿄 메트로: 도자이 선 연결
  - 게이오 전철: 게이오 이노카시라 선

### 버스
- 리무진 버스(나리타 공항, 하네다 공항 왕복)

## 기치조지가 등장하는 작품

### 만화
- I"s (가쓰라 마사카즈)
- 전영소녀(電影少女) (가쓰라 마사카즈)
- GTO (후지사와 도루)
- '14세' (우메즈 가즈오)

### 영화
- '구구는 고양이다' (이누도 잇신, 오오시마 유미코 만화가 원작)의 배경

### 애니메이션
- 바다가 들린다 (스튜디오 지브리)
- CODE-E
- UG☆얼티메이트 걸
- 풀 메탈 패닉 후못후

### 게임
- 진 여신전생(真・女神転生)